# Fender Eric Johnson Signature Stratocaster

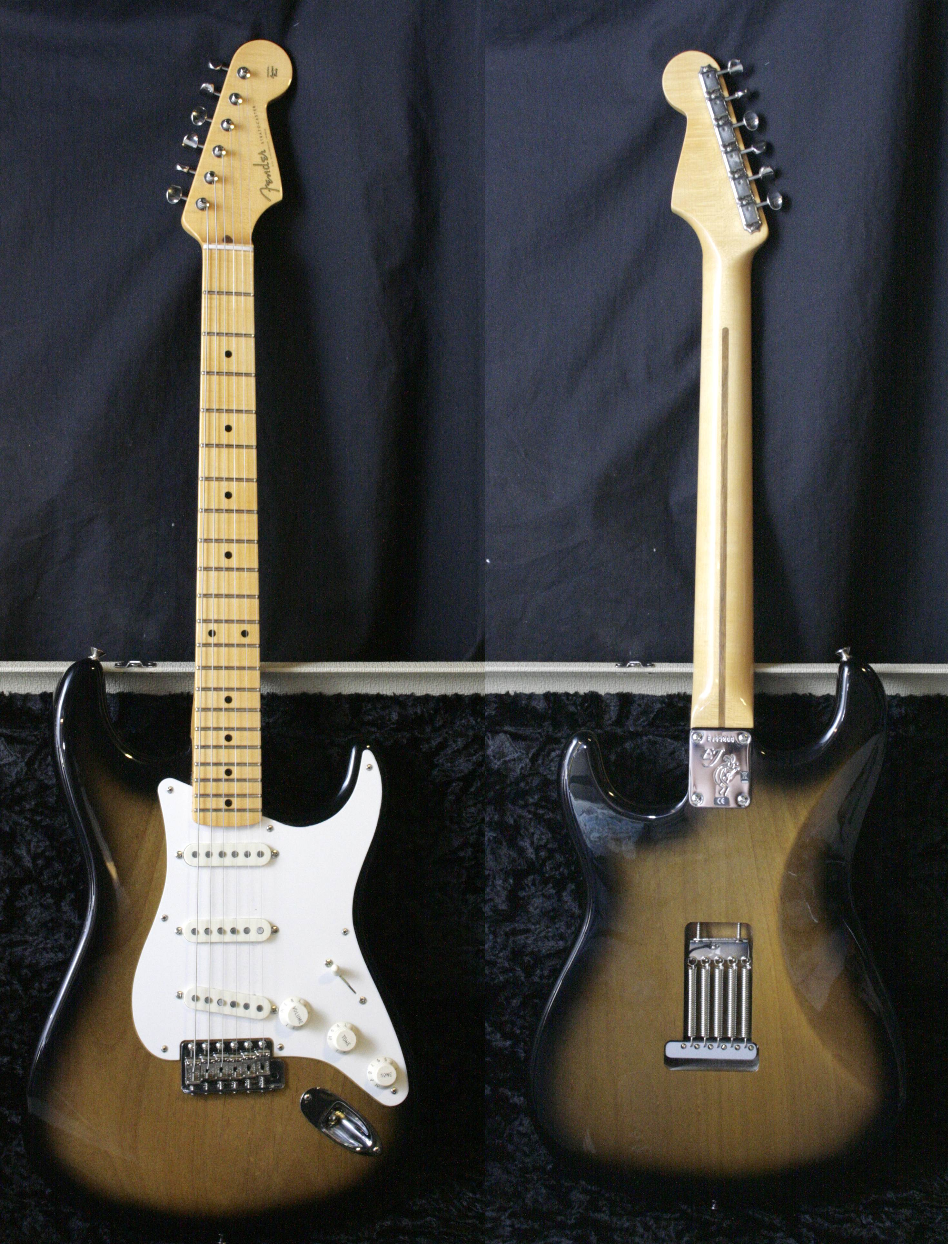
Fender Eric Johnson Stratocaster

Az Eric Johnson Signature Stratocaster egy a Fender amerikai hangszercég által készített artist series elektromos gitár, melyet az amerikai gitáros Eric Johnson tiszteletére alkottak meg. A gitár 2005-ben került bevezetésre.
A hangszer specifikációját Johnson maga határozta meg. A test erősen profilozott, és egy nagyon vékony rétegű nitrocellulóz lakkal van kezelve.

## Jellemzői
- Test: 2 darabból álló, ‘57 Style égerfa
- Nyak: jávorfa, "V"-forma
  - Fogólap: jávorfa, 12” rádiusz (305 mm)
  - Érintők: 21 db Highly Polished Medium Jumbo bund
- Menzúra: 25.5 in (648 mm)
- Hangolókulcsok: Fender/Gotoh® Vintage Style Tuning Machines
- Hangszedők: 3 db Special Design Eric Johnson Pickup
- Szabályzók: hangerőszabályzó, két hangszínszabályzó
- Kaptatólap: 1-Ply Parchment
- Híd: American Vintage Synchronized tremólós húrláb, „Ash Tray” fedlappal
- Húrozás: Fender Super 250R, Nickel Plated Steel (.010, .013, .017, .026, .036, .046)

## Külső hivatkozások
- Fender.com
- HarmonyCentral: Eric Johnson Signature Stratocaster Introduced at NAMM